# Pterofiltrus
Pterofiltrus es un género extinto de pterosaurio ctenocasmátido pterodactiloide del Cretácico Inferior del oeste de Liaoning, China. 

## Descubrimiento y denominación
Pterofiltrus fue nombrado por Shunxing Jiang y Xiaolin Wang en 2011 y la especie tipo es Pterofiltrus qiui. El nombre del género se deriva del griego πτερόν, pteron, "ala", y el latín medieval filtrum, "filtro", en referencia a sus dientes. El nombre de la especie honra al profesor Qiu Zhanxiang.
El holotipo de Pterofiltrus, IVPP V12339, fue descubierto en Zhangjiagou en la provincia de Liaoning en una capa de los Lechos Jianshangou en la parte inferior de la formación Yixian, que data de principios del Aptiense, hace cerca de 125 millones de años. Consiste en un cráneo desarticulado comprimido en una lámina de roca junto con dos ramos de un hioides y las dos primeras vértebras del cuello.

## Descripción
El cráneo de Pterofiltrus es muy alargado, con una longitud estimada en 208 milímetros. Tenía un perfil superior suave, levemente cóncavo, sin ningún tipo de cresta ósea. La mandíbula es también alargada y sin quilla.
Los descriptores establecieron cinco rasgos diagnósticos. El número total de dientes superiores es de cerca de 112. Los dientes cubren más de la mitad de la longitud del cráneo — de hecho el 55.8%. Los dientes frontales difieren en longitud. La sínfisis de la mandíbula representa más de la mitad de la longitud de la mandíbula, alcanzando el 58%. El envés de esta sínfisis posee un canal. Las dos últimas características son autapomorfias, únicas de esta especie.
La dentadura consiste en dientes aguzados muy alargados, dirigidos en parte hacia los lados. Estos en general incrementan notoriamente su longitud hacia el frente, tornándose más dirigidos anteriormente. Al final del hocico los dientes se engranan en conjunto, con los dientes delanteros sobresaliendo por fuera de los márgenes superior e inferior de la cabeza. Los dientes están uniformemente espaciados. Hay veintinueve dientes en el maxilar superior con los dientes segundo y quinto siendo los más largos. La mandíbula con 174 milímetros de largo contiene cerca de veintisiete dientes.

## Filogenia
Los descriptores asignaron a Pterofiltrus a la familia Ctenochasmatidae dentro de un clado mayor denominado Archaeopterodactyloidea, usando la comparación anatómica.